# ケトテリウム
ケトテリウム (Cetotherium) は新生代中新世前期 - 鮮新世後期にかけて生息したヒゲクジラの絶滅した属である。

## 分類
鯨偶蹄目 - ヒゲクジラ亜目 - ケトテリウム科に属する。このケトテリウム科はナガスクジラ科の祖先を含むとされる。北アメリカ、ヨーロッパ、アジアの海に生息した。
2010年代には、現生のヒゲクジラ類における最小種であり、もっとも生態情報が不明とされるコセミクジラが、従来のコセミクジラ科ではなくてケトテリウム科に属する可能性が示唆されたため、ケトテリウムとの近縁性が強い可能性もある。

## 形態

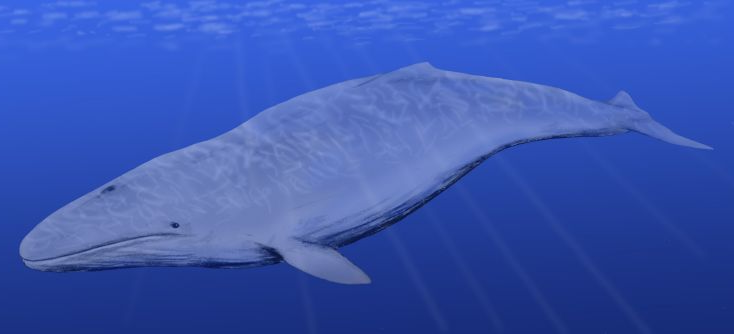
想像図

体長約4mと小型のクジラである。現生のコククジラあるいはナガスクジラの小型版といった姿であったと推定される。吻部の骨は平坦であり、下面に鯨ひげに養分を運ぶ血管の孔が並ぶ。このヒゲはかなり短く荒かったとされ、おそらくはオキアミやプランクトンあるいは小型の魚などをこしとり、食料としていたと推定されている。頭骨は対象形で噴気孔は二つであったとされる。また、上顎を形成する骨が後方へくさび上に伸長するのが独特な形態である。このクジラの属するケトテリウム科は雑多な系統の寄せ集めであったが、現在この特徴を共有するクジラのみをケトテリウム科とし、単系統の分類群となる様再構成が行われつつある。